# هروب رأس المال
يحدث هروب رأس المال، في علم الاقتصاد، عندما تتدفق الأصول أو الأموال بسرعة خارج البلد، بسبب حدوث عواقب اقتصادية. يمكن أن تكون مثل هذه الأحداث زيادة في الضرائب على رأس المال أو أصحاب رأس المال أو تخلف حكومة الدولة عن سداد ديونها مما يزعج المستثمرين ويؤدي بهم إلى خفض تقييمهم للأصول في ذلك البلد، أو بخلاف ذلك فقدان الثقة في قوتها الاقتصادية.
وهذا يؤدي إلى اختفاء الثروة، وعادة ما يكون مصحوبًا بانخفاض حاد في سعر الصرف في البلد المتضرر - انخفاض في نظام سعر الصرف المتغير، أو تخفيض قيمة العملة في نظام سعر الصرف الثابت.
يكون هذا الانخفاض مدمرًا بشكل خاص عندما يكون رأس المال ملكًا لشعب البلد المتضرر، لأنه ليس فقط كون المواطنين مثقلون بالخسارة في الاقتصاد وانخفاض قيمة عملتهم، ولكن ربما أيضًا تفقد أصولهم الكثير من قيمتها الاسمية. وهذا يؤدي إلى انخفاضات كبيرة في القوة الشرائية لأصول الدولة ويجعل من استيراد السلع والحصول على أي شكل من أشكال المرافق الأجنبية، مثل المرافق الطبية، مكلفًا بشكل متزايد.

## نقاش

### الشرعية
قد يكون هروب رأس المال قانونيًا أو غير قانوني بموجب القانون المحلي. يتم تسجيل هروب رأس المال القانوني في دفاتر الكيان أو الفرد الذي يقوم بالتحويل، والعائدات من الفوائد، والأرباح، والأرباح الرأسمالية المحققة عادة ما تعود إلى بلد المنشأ. إن هروب رأس المال غير المشروع، والمعروف أيضًا بالتدفقات المالية غير المشروعة، يهدف إلى الاختفاء من أي سجل في بلد المنشأ ولا تعود عائدات مخزون هروب رأس المال غير القانوني خارج البلد بشكل عام إلى بلد المنشأ. يشار إلى أنه مفقود المال من ميزان المدفوعات للدولة.

### داخل البلد
يستخدم هروب رأس المال أحيانًا للإشارة إلى إزالة الثروة والأصول من مدينة أو منطقة داخل البلد. من المحتمل أن تكون مدن جنوب إفريقيا ما بعد الفصل العنصري هي أوضح مثال على هذه الظاهرة نتيجة ارتفاع معدلات الجريمة والعنف في مدن الغالبية السوداء، وكان هروب رأس المال من المدن المركزية إلى الضواحي التي تحيط بها شائعًا أيضًا خلال النصف الثاني من القرن العشرين وبالمثل في الولايات المتحدة نتيجة للجريمة والعنف في المدن الداخلية.
تواجه البلدان ذات الاقتصادات القائمة على الموارد أكبر هروب لرأس المال. وجهة نظر كلاسيكية حول هروب رأس المال هي أن المضاربة على العملات هي التي تدفع التحركات الكبيرة عبر الحدود للأموال الخاصة، بما يكفي للتأثير على الأسواق المالية. يشير وجود هروب رأس المال إلى الحاجة إلى إصلاح السياسات.

## أمثلة

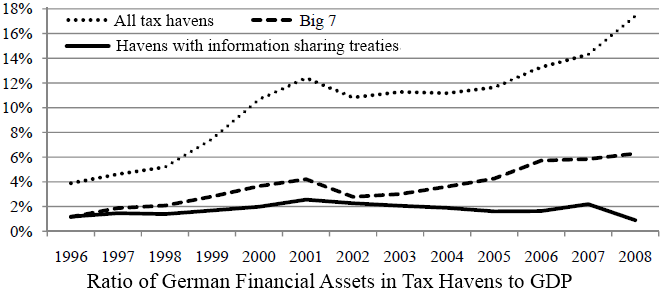
نسبة الأصول الألمانية في الملاذات الضريبية إلى الناتج المحلي الإجمالي الألماني. "7 Big" المعروضة هي هونغ كونغ وأيرلندا ولبنان وليبيريا وبنما وسنغافورة وسويسرا.

في عام 1995، قدر صندوق النقد الدولي (IMF) أن هروب رأس المال بلغ ما يقرب من نصف الديون الخارجية المستحقة على أكثر البلدان المثقلة بالديون في العالم.
شوهد هروب رأس المال في بعض الأسواق الآسيوية وأمريكا اللاتينية في التسعينات. ولعل أكثرها تبعاتًا هي الأزمة المالية الآسيوية لعام 1997 التي بدأت في تايلاند وانتشرت في معظم أنحاء شرق آسيا بدءًا من يوليو 1997، مما أثار مخاوف من انهيار اقتصادي عالمي بسبب العدوى المالية.
كانت الأزمة الاقتصادية الأرجنتينية لعام 2001 جزئياً نتيجة هروب رأس المال الضخم، بسبب مخاوف من تخلف الأرجنتين عن سداد ديونها الخارجية (تفاقم الوضع بسبب حقيقة أن الأرجنتين لديها سعر صرف ثابت منخفض بشكل مصطنع وكان يعتمد على ضخامة مستويات احتياطي العملة). وقد شوهد هذا أيضًا في فنزويلا في أوائل الثمانينيات مع إجمالي دخل الصادرات لمدة عام واحد من خلال هروب رأس المال غير القانوني.
في الربع الأخير من القرن العشرين، لوحظ هروب رأس المال من الدول التي تقدم سعر فائدة حقيقي منخفض أو سلبي (مثل روسيا والأرجنتين) إلى دول تقدم معدل فائدة حقيقي أعلى (مثل جمهورية الصين الشعبية).
قدم مقال عام 2006 في صحيفة واشنطن بوست عدة أمثلة على مغادرة رأس المال الخاص فرنسا رداً على ضريبة الثروة في البلاد. وذكر المقال أيضا، «يقدر إيريك بينشيه، مؤلف دليل الضرائب الفرنسي، أن ضريبة الثروة تكسب الحكومة حوالي 2.6 مليار دولار سنويا لكنها كلفت البلاد أكثر من 125 مليار دولار في هروب رأس المال منذ عام 1998.» 
وتقدر ورقة عام 2008 نشرتها منظمة النزاهة المالية العالمية هروب رؤوس الأموال المقدرة، والتي تسمى أيضًا التدفقات المالية غير المشروعة بأنها «خارج البلدان النامية بنحو 850 مليار دولار إلى 1 تريليون دولار سنويًا».
أفاد مقال عام 2009 في صحيفة ذا تايمز أن مئات من الممولين ورجال الأعمال الأثرياء فروا مؤخرًا من المملكة المتحدة استجابة لزيادات الضرائب الأخيرة، وانتقلوا إلى وجهات ضريبية منخفضة مثل جيرزي وجيرنزي وجزيرة مان وجزر العذراء البريطانية..
في مايو 2012، قدر حجم هروب رأس المال من اليونان في أعقاب أول انتخابات تشريعية «مترددة» بـ 4 مليارات يورو أسبوعيًا  وفي وقت لاحق من ذلك الشهر، كشف البنك المركزي الإسباني عن هروب رأس مال 97 مليار يورو من الاقتصاد الإسباني للربع الأول من عام 2012.
في كتاب La Dette Odieuse de l'Afrique: Comment l'endettement et la fuite des capitaux ont saigné un continent (Amalion 2013)، ليونس نديكومانا وجيمس بويس يجادلون بأن أكثر من 65٪ من الديون المقترضة في أفريقيا لا تحصل عليها بلدان في أفريقيا، ولكن تبقى في حسابات مصرفية خاصة في الملاذات الضريبية في جميع أنحاء العالم. يقدر نديكومانا وبويس أنه في الفترة من 1970 إلى 2008، بلغ إجمالي هروب رؤوس الأموال من 33 دولة جنوب الصحراء الكبرى 700 مليار دولار.
في الفترة التي سبقت الاستفتاء البريطاني على مغادرة الاتحاد الأوروبي كان هناك تدفق صاف لرأس المال قدره 77 مليار جنيهًا إسترلينيًا في الربعين السابقين و65 مليار جنيهاً استرلينياً في الربع قبل الاستفتاء مباشرة و 59 مليار جنيه استرليني في مارس عندما بدأت حملة الاستفتاء. هذا يتوافق مع رقم ملياري جنيه استرليني في ما يعادل ستة أشهر في السنة السابقة.

## روابط خارجية
- هروب رؤوس الأموال بعد الثورة نظرة أناركية على هروب رؤوس الأموال
- الشبكة الأوروبية لتقارير الديون والتنمية والأخبار والروابط حول هروب رؤوس الأموال.
- النزاهة المالية العالمية : دراسات وتعمل على الحد من هروب رأس المال غير المشروع من البلدان النامية.